# Єкпетал
Єкпета́л (каз. Екпетал) — село у складі Уїльського району Актюбінської області Казахстану. Входить до складу Уїльського сільського округу.
Населення — 355 осіб (2021; 350 у 2009, 588 у 1999, 286 у 1989).